# Русоцице (Малопольское воеводство)
Русоци́це (пол. Rusocice) — село в Польше в сельской гмине Чернихув Краковского повета Малопольского воеводства.

## География
Село располагается в 2 км от административного центра гмины села Чернихув и в 22 км от административного центра воеводства города Краков.
Село состоит из нескольких частей, которые имеют собственные названия: Бур, Дул, Гура, Лётерыйка, Подскале, Подсверке, Выспа и Заленг.

## История
Первое упоминание о селе встречается в сочинениях польского хрониста Яна Длугоша. Предполагается, что первыми жителями села были французские военнослужащие, взятые в плен во время войны Польши с Тевтонским орденом (1409—1411 гг.). В 1581 году в Русоцице было 8 домохозяйств. В XIX веке около села на берегу Вислы был фольварк, принадлежащий шляхетскому роду Потоцких из Кшешовиц. В 1885 году в селе была основана первая начальная школа, в которой обучалось около 100 детей.
До 1935 году Русоцице было административным центром одноимённой гмины, которая в этом году была упразднена и передана в состав гмины Чернихув.
4 августа 1942 года немецкие войска провели в селе акцию пацификации, во время которой было арестовано 14 человек, после чего они были отправлены в концентрационный лагерь Плашув в Кракове.
В 1975—1998 годах село входило в состав Краковского воеводства.

## Население
По состоянию на 2013 год в селе проживало 1170 человек.
| 2010 | 2013 |
| ---- | ---- |
| 1167 | 1170 |

| Перепись  | Всего   | Всего | Женщины | Женщины | Мужчины | Мужчины |
| --------- | ------- | ----- | ------- | ------- | ------- | ------- |
| Единицы   | человек | %     | человек | %       | человек | %       |
| Население | 1170    | 100   | 592     | 50,59   | 578     | 49,41   |